# Symphonie no 6 de Bruckner
Pour les articles homonymes, voir Symphonie no 6.
La Symphonie no 6 en la majeur, WAB 106, d'Anton Bruckner est composée à partir de septembre 1879 et elle ne fait l'objet d'aucune retouche, d'aucun remords, d'aucune altération ou remaniement. Très fier de ses audaces d'écriture, Bruckner la surnomme : Die Keckste (la plus hardie ou la plus effrontée). En fait, cette symphonie conserve un ton très intime. Bruckner déroule les thèmes et les combinaisons qu'il a eu le loisir d'improviser sur le grand orgue de Linz. Le 3 septembre 1881, la symphonie est achevée à l'Abbaye de Saint-Florian.

## Fiche technique
Composition : septembre 1879 - septembre 1881
Elle est composée en quatre mouvements :
1. - Majestoso
2. - Adagio : sehr feierlich
3. - Scherzo : nicht zu schnell
4. - Finale : bewegt, doch nicht zu schnell

Première audition : 26 février 1899 à Vienne sous la direction de Gustav Mahler

## Éditions
- Édition Doblinger (Cyrill Hynais) (1891)
- Édition par Robert Haas (1935) – Réédition par Leopold Nowak (1952), avec quelques changements mineurs.
- Édition par Benjamin-Gunnar Cohrs pour la Anton Bruckner Urtext Gesamtausgabe (2015).

## Mouvements
Le premier mouvement est empreint d'une lumière rayonnante et d'une palette de sonorités éclatantes.
Les mouvements médians, aux couleurs plutôt mates, sont plus sombres, alors que le Finale, qui débute en mineur se termine sur un triomphal la majeur.

### I - Majestoso
Les violoncelles et les contrebasses introduisent un premier thème impérieux sur un fond de rythme brucknérien : ostinato à triolet de croches et croche pointée. Autour de celui-ci, les violons tracent des figures très décoratives sur un rythme particulièrement heurté.
Le développement reprend le premier thème en renversement. Il est suivi d'une réexposition qui passe par la majeur puis fa-dièse mineur (son relatif) et enfin ré majeur. Ce mouvement se termine par une coda grandiose. Une sorte de dialogue entre les cors et les trompettes, au cours duquel le thème initial traverse les tonalités.

### II - Adagio: sehr feierlich (très solennel)
À l'opposé des mouvements lents  en forme lied (ABA’B’A’’) de la plupart des autres symphonies, l'Adagio est de forme sonate.
Les violons présentent un thème immatériel, auquel vient se greffer au hautbois une contre-mélodie. Le second thème éthéré est exposé aux cordes. L'exposition se termine par un chant funèbre exposé aux cordes et soutenus aux trombones. Après un court développement basé sur le premier thème et une reprise des trois thèmes, le mouvement se termine par une coda dans laquelle le premier thème est joué une dernière fois aux cordes.

### III - Scherzo: nicht zu schnell (sans précipitation)
Basé sur plusieurs motifs, le scherzo est suivi par un court Trio qui offre aux cors et aux cordes l'occasion de s'exprimer en des termes quelque peu lyriques et au cours duquel Bruckner fait une citation du thème principal de la précédente 5e symphonie.

### IV - Finale: bewegt, doch nicht zu schnell (pas trop rapide)
Le premier thème confié aux violons se dresse face aux trémolos des violoncelles et des contrebasses et est suivi par des fanfares menaçantes aux trompettes et aux cors. Un second thème plus passionné est répété aux violons. La fin reprend le thème principal de la première partie.

## Instrumentation
| Instrumentation de la symphonie no 6                                                  |
| Cordes                                                                                |
| premiers violons, seconds violons, altos, violoncelles, contrebasses                  |
| Bois                                                                                  |
| 2 flûtes, 2 hautbois, deux clarinettes (la), 2 bassons                                |
| Cuivres                                                                               |
| 4 cors (en fa), 3 trompettes (en fa), 3 trombones (alto, ténor, basse), un tuba basse |
| Percussion                                                                            |
| timbales (en la, mi)                                                                  |

## Discographie sélective

### Édition Doblinger (1896)
- F. Charles Adler avec l’Orchestre symphonique de Vienne, Tahra 239-40, 1952
- Ira Levin avec l'Orchestre symphonique de l'opéra de Norrland, Lindoro AA-0105, 2008

### Édition Haas (1935)
- Wilhelm Furtwängler avec la Philharmonie de Berlin, Akira Tanaka CD 11/12, 1943
- Henry Swoboda avec l’Orchestre symphonique de Vienne, Forgotten Records FR 169, 1950
- Volkmar Andreae avec l’Orchestre symphonique de Vienne, Music and Arts coffret 1227, 1953
- Otto Klemperer avec le BBC symphony Orchestra, Testament SBT 1354, 1961
- Otto Klemperer avec le New Philharmonia Orchestra, EMI, 1964
- Bernard Haitink avec l'Orchestre royal du Concertgebouw d'Amsterdam, Philips 473 301, 1970
- Herbert von Karajan avec l'Orchestre philharmonique de Berlin, DG 419194, 1979
- Sergiu Celibidache avec l'Orchestre philharmonique de Munich, Artists CD FED 63, 1991
- Georg Tintner avec l'Orchestre symphonique de Nouvelle-Zélande, Naxos 8.553453, 1995

### Édition critique de Nowak (1952)
- Eugen Jochum avec le Symphonie-Orchester des Bayerischen Rundfunks, DG CD 429 079-2, 1966
- Günter Wand avec l'Orchestre du Gürzenich de Cologne, BMG/RCA CD 60081, 1976
- Daniel Barenboim avec le Chicago symphony Orchestra, DG 429 025-2, 1977
- Georg Solti avec le Chicago symphony Orchestra, Decca 417 389-2, 1979
- Wolfgang Sawallisch avec l'Orchestre d'État de Bavière, 13-14 octobre 1981, Orfeo C024821A, 1988
- Eliahu Inbal avec l’Orchestre symphonique de la radio de Francfort, Teldec 244182, 1988
- Jesus Lopez-Cobos avec l'Orchestre symphonique de Cincinnati, Telarc 80264, 1991
- Kent Nagano avec le Deutsches Symphonie-Orchester Berlin, Harmonia Mundi HMC 901901, 2005
- Christoph Eschenbach avec le Orchestre philharmonique de Londres, London Philharmonic LPO-0049, 2009

### Édition Cohrs (2015)
- Rémy Ballot avec l'Upper Austrian Youth Orchestra, SACD - Gramola 97128, 2016
- Simon Rattle avec le London Symphony Orchestra, SACD LSO 0842, 2019

## Source
- Anton Bruckner, Sämtliche Werke, Kritische Gesamtausgabe – Band 6: VI. Symphonie A-Dur (Originalfassung), Musikwissenschaftlicher Verlag der internationalen Bruckner-Gesellschaft, Robert Haas (Éditeur), Vienne, 1935
- Anton Bruckner: Sämtliche Werke: Band VI: VI. Symphonie A-Dur 1881, Musikwissenschaftlicher Verlag der Internationalen Bruckner-Gesellschaft, Leopold Nowak (Éditeur), Vienne, 1952
- Casper Höweler (trad. de l'allemand par Renée Harteel), Sommets de la Musique [« X-Y-Z der muziek »], Paris/Gand, Flammarion/Éditions Daphné, 1958 (réimpr. 1951, 1953, 1954, 1956), 6e éd. (1re éd. 1947), 470 p. (OCLC 460637886, BNF 33043678)
- Paul-Gilbert Langevin, Anton Bruckner, apogée de la symphonie, Éditions L'Âge d'Homme, Lausanne, 1977 (OCLC 680825756).
- William Carragan, Anton Bruckner - Eleven Symphonies, Bruckner Society of America, Windsor, 2020 -  (ISBN 978-1-938911-59-0)